# Storflotjärnen (Lits socken, Jämtland, 702261-147041)
Storflotjärnen är en sjö i Östersunds kommun i Jämtland och ingår i Indalsälvens huvudavrinningsområde.